# Els misteris de la coral
Els misteris de la coral o Assassinat a Castellane (títol original en francès, Les Mystères de la chorale) és un telefilm francès que representa la cinquena entrega de la col·lecció Els misteris de.... Dirigit per Emmanuelle Dubergey i escrit per Philippe Le Dem, es va estrenar al canal belga La Une el 15 de novembre de 2020, al canal suís RTS 1 el 18 de desembre del mateix any, i al canal francès France 3 el 13 de febrer del 2021, quan va ser seguit per 5,61 milions d'espectadors. El rodatge va començar el 12 de març de 2020 a Marsella i la seva regió, però es va haver d'interrompre a causa del confinament per la pandèmia de la COVID-19. Es va reprendre del 29 de juny al 24 de juliol de 2020. S'ha doblat al valencià per a À Punt amb el títol d'Assassinat a Castellane, i al català central per a TV3 amb el nom d'Els misteris de la coral.

## Repartiment
- Maud Baecker: Caroline Dubreuilh
- Nicolas Marié: Louis Kléber
- Fabrice Deville: Paul Lefort
- Alix Bénézech: Hélène Brion
- Jean-Michel Noirey: Thomas Schneider
- Lisa Masker: Sabrya Birkan